# The Crave
The Crave (Untertitel Play the Music of Jelly Roll Morton and Dave Burrell) ist ein Jazzalbum von Dave Burrell und Bob Stewart. Die am 13. Juni 1994 live im Kölner Stadtgarten entstandenen Aufnahmen erschienen am 1. November 2016 auf NoBusiness Records.

## Hintergrund
Der Ragtime-Pianist und Komponist Jelly Roll Morton hat eine Reihe von Interpreten „vom vermeintlich extremen Ende des Spektrums“ angezogen, seine Musik zu interpretieren, notierte John Sharpe. Dazu gehörte Sun Ra (erstmals auf Live in Paris at the Gibus, 1973) ebenso wie das Chicagoer Trio Air (auf Air Lore, 1979) und die Pianistin Aki Takase (New Blues, 2012). The Crave mache Dave Burrells Verbindung zu älteren Klavierstilen deutlich. Sogar seine ausgedehntesten Exkursionen waren stets von Elementen aus Ragtime, Stride und Barrelhouse Piano geprägt und hätten an das Credo der Gruppe erinnert, die er mit dem Schlagzeuger Beaver Harris leitete: „From Ragtime to No Time“.
Burrell spielte gemeinsam mit dem Tubisten Bob Stewart drei Morton-Kompositionen neben drei Eigenkompositionen. Die 1994 in Köln live aufgenommene Musik war die erste öffentliche Aufführung der Musik des Duos nach der Veröffentlichung von Jelly Roll Joys (Gazell, 1991), einem Solokonzert von Burrell mit Morton-Stücken sowie Werken von John Coltrane, Charlie Parker und ihm selbst.

## Titelliste
- Dave Burrell & Bob Stewart: The Crave (Play the Music of Jelly Roll Morton and Dave Burrell) (NoBusiness Records NBLP 100)[2]

A1		The Crave 6:57 

A2		Popolo Paniolo (Dave Burrell) 5:22 

A3		I Am His Brother (Dave Burrell) 3:35 

A4		Pua Mae ’Ole (Dave Burrell) 4:21 

B1		New Orleans Blues 8:52 

B2		Spanish Swat 8:09
Wenn nicht anders vermerkt, stammen die Kompositionen von Jelly Roll Morton.

## Rezeption

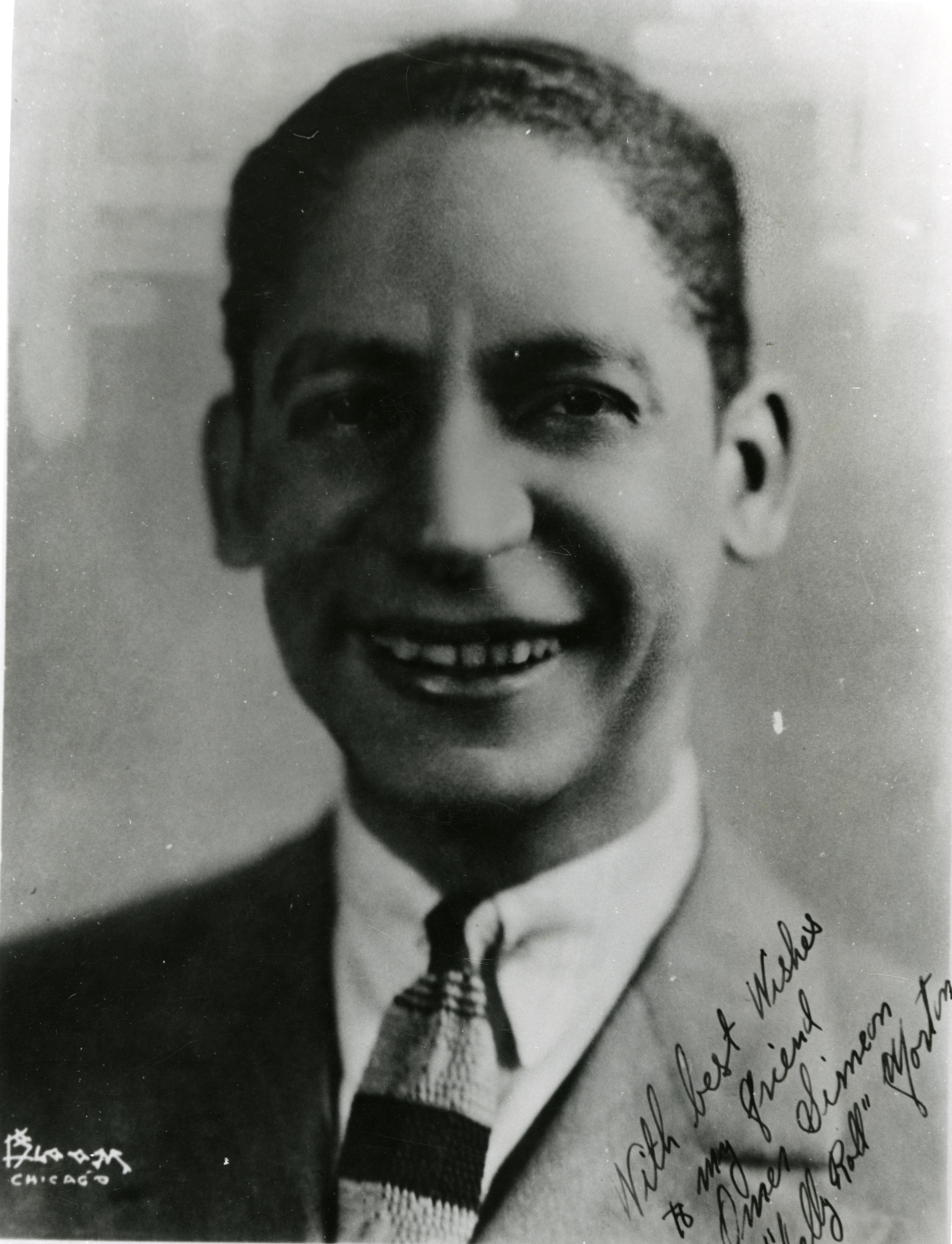
Jelly Roll Morton, circa 1927

John Sharpe, der das Album in All About Jazz besprach, stellte fest, dass der Titelsong, den Burrell als Mortons Meisterwerk bezeichnet, in einer Welle tänzelnden Stakkatos beginnen würde, bevor Stewarts flinker, luftiger Basston das Marschtempo untermauere. Unter Beibehaltung der Ragtime-Form sei dann Burrell an der Reihe und halte den Faden fest in der Hand, während Stewart sich auf einen melodischen Ausflug begebe. Burrells eigene Stücke würden problemlos auf die historischen Gleise passen. Insbesondere „Popolo Paniolo“ schaffe mit seinem zweiteiligen Thema und der synkopierten Diktion eine saubere Brücke und vermeide jegliches Gefühl störender Diskontinuität. Es sei auch ein gutes Beispiel dafür, wie das Duo die Technik in den Dienst der Musik stelle, während Stewarts knurrende mehrstimmige Akkorde die Grundlage für Burrell bilden.
Der Mitschnitt würde zwei Musiker vereinen, die damals in der Post-Free-Jazz-Szene sozusagen viel aktiver waren und für The Crave in einer eigentlich einzigartigen Neuinterpretation zu einer Hommage an den großartigen Jelly Roll Morton zusammen fanden, meinte Alberto Bazzurro (All About Jazz). Die sehr strenge philologische Prägung (der Repertoire-Auswahl) lasse jedoch keine Abschweifungen jeglicher Art zu und bestrafe vor allem Bob Stewart, der fast ständig im Schatten des Pianisten agiere, der wiederum alles andere als brillant, fast sakral klingen würde. Es scheine so, dass wenn man zwei Musiker dieser Geschichte und dieser Statur bei ihrem Auftritt jonglieren hört, ohne dabei einen Schuss abzufeuern, ohne irgendwelche Blitze, werde einem das Herz ein wenig enger. Darüber hinaus würde schnell eine weitreichende Vorhersehbarkeit sowie ein Hauch von Langeweile aufkommen.
Die Jazz-Beerdigung des Pianisten Jelly Roll Morton habe zwar schon 1939 stattgefunden, aber der Pianist Dave Burrell und der Tubist Bob Stewart würden die Anpassungsfähigkeit von Mortons Arrangements an eine zeitgenössische Vertonung betonen, lobte Ken Waxman (Jazzword). Als souveräner Stilist verliehen Burrells Auftritte diesem schlichten Format eine  Ellington-artige Verfeinerung, die mit Titeln wie Burrells eigenen „Pua Mae Ole“ eröffnet wird. Aber gleichzeitig dämpfe der Pianist, der wie ein Modeschöpfer auf den klassischen Details bestehe, die Echos der Vergangenheit nicht, wie zum Beispiel den primitiven Blues bei Mortons „New Orleans Blues“ und Ragtime-Reflexionen bei Mortons „The Cravet“.
In der zweiten Melodie definiere Stewart die Funktion eines sogenannten Blechbläser-Basses, indem er neben der flotten Interpretation des Pianisten ein erdendes Ostinato setze, das auch Tango-Anklänge in Hot Jazz verwandle, mit intelligenten Pausen und zeitgemäßen Akkorderweiterungen, ohne die Ausrichtung des Stücks zu beeinträchtigen, so Waxman weiter. Im Gegensatz dazu steigere das dramatische Knurren des Tubisten gepaart mit dem meditativen Tempo des Pianisten die intensive Erzählung von Burrells „I Am His Brother“. Aufschlussreich sei, dass Burrells geschickte Umsetzung von zwei anderen Morton-Stücken die Verwandtschaft zwischen den Tastenkitzlern der 1920er-Jahre und Thelonious Monk verdeutliche. Diese Monk-haften Anspielungen seien besonders in dem härteren „Spanish Swat“ zu hören. Diese Improvisationen dehnen das Thema nicht nur mit der Lockerheit einer Katze aus, die einer Schnur nachjage, sondern erlaubten dem Tubaspieler, mit seinen zeitgenössischen Um-Pah-Pahs im rhythmischen Gleichschritt mit Burrells tief empfundenen und entspannten Melodieausarbeitungen zu marschieren.